# Jake O’Brien
Jake O’Brien (* 15. Mai 2001 in Cork) ist ein irischer Fußballspieler, der beim FC Everton spielt.

## Karriere

### Verein
O’Brien begann seine fußballerische Ausbildung beim mehrfachen irischen Meister Cork City. In der Saison 2019 spielte er das erste und ein einziges Mal in der höchsten irischen Spielklasse. Gegen Ende der Spielzeit 2020 entwickelte er sich zur Stammkraft in der Innenverteidigung und kam in der Liga achtmal zum Zug.
Für die Rückrunde der Saison 2020/21 in England wurde er an die U23-Mannschaft von Crystal Palace verliehen. Hier war er auf Anhieb gesetzt und gewann mit drei Toren in elf Einsätzen mit dem Team die Premier League 2. Nach einer kurzweiligen zwischenzeitlichen Rückkehr nach Irland, wechselte er im August desselben Sommers fest zum britischen Verein in die U23-Mannschaft. Nach einem Tor in 14 Einsätzen für Crystal Palace wechselte O’Brien für die Rückrunde der Saison 2021/22 auf Leihbasis in die vierte Liga zu Swindon Town. Dort debütierte er am 11. Januar 2022 (26. Spieltag) über die vollen 90 Minuten bei einer 2:3-Niederlage gegen Mansfield Town im Profibereich, als er direkt ein Tor vorlegte. Er kam für Swindon Town zu 21 Ligaspielen, wobei er mit dem Team den Aufstieg knapp in den Playoffs verpasste. Nach seiner Rückkehr wurde er Ende des Transfersommers 2022 an den belgischen Zweitligisten RWD Molenbeek verliehen. Hier spielte er 30 Ligaspiele, wobei er dreimal traf und schaffte am Ende der Saison den Erstligaaufstieg als Meister.
Nach erneuter Rückkehr zu Crystal Palace wechselte er für eine Ablöse von einer Million Euro nach Frankreich zum Erstligisten Olympique Lyon. Hier debütierte er am siebten Spieltag bei einer 0:2-Niederlage gegen Stade Reims in der Startelf und wurde somit zum ersten Iren in der Ligue 1 seit 2000. Anderthalb Monate später schoss er am zwölften Spieltag gegen Stade Rennes sein erstes Tor in der Ligue 1 und bescherte somit seinem neuen Team den ersten Saisonsieg.
Im Sommer 2024 wechselte er zum FC Everton.

### Nationalmannschaft
O’Brien spielte von März 2021 bis September 2022 elf Spiele in der EM-Qualifikation für die irische U21-Nationalmannschaft.
Am 11. Juni 2024 absolvierte er gegen Ungarn sein erstes A-Länderspiel.

## Familie
Sein Bruder Charlie O’Brien ist auch Fußballspieler und spielt aktuell bei den Cobh Ramblers in der League of Ireland.

## Erfolge
Crystal Palace U21/U23
- Meister der Premier League 2: 2021

RWD Molenbeek
- Belgischer Zweitligameister: 2023  ▲